# Zasłonak kasztanowoczerwony
Zasłonak kasztanowoczerwony (Cortinarius dilutus (Pers.) Fr.) – gatunek grzybów należący do rodziny zasłonakowatych (Cortinariaceae).

## Systematyka i nazewnictwo
Pozycja w klasyfikacji według Index Fungorum: Cortinarius, Cortinariaceae, Agaricales, Agaricomycetidae, Agaricomycetes, Agaricomycotina, Basidiomycota, Fungi.
Po raz pierwszy zdiagnozował go Christiaan Hendrik Persoon w 1801 r. nadając mu nazwę Agaricus dilutus. Obecną, uznaną przez Index Fungorum nazwę nadał mu w 1838 r. Elias Fries.
Synonimy.

- Agaricus armeniacus var. dilutus (Pers.) Fr. 1821
- Agaricus dilutus Pers. 1801
- Cortinarius dilutus subsp. asperrimus Chevassut & Rob. Henry1982
- Cortinarius dilutus var. asperrimus (Chevassut & Rob. Henry) Blanco-Dios 2018
- Gomphos dilutus (Pers.) Kuntze 1891
- Hydrocybe diluta (Pers.) Wünsche 1877

Stanisław Domański w 1955 r. nadał mu polską nazwę zasłonak glinastobrunatny, Andrzej Nespiak w 1981 r. zasłonak nasycony lub zasłonak rozmiękczony. Władysław Wojewoda uznał te nazwy za nieodpowiednie i w 2003 r. zaproponował nazwę zasłonak kasztanowoczerwony

## Występowanie i siedlisko
Znane jest występowanie tego gatunku w niektórych krajach Europy i w kilku miejscach w Kanadzie i USA. W. Wojewoda w 2003 r. przytacza 5 stanowisk w Polsce, w 2015 r. podano następne. Znajduje się na Czerwonej liście roślin i grzybów Polski. Ma status E – gatunek zagrożony wymarciem, którego przeżycie jest mało prawdopodobne, jeśli nadal będą działać czynniki zagrożenia.
Naziemny grzyb mykoryzowy. Występuje w zaroślach i lasach, głównie pod olchami i leszczynami.